# Geok Tepe
Geok Tepe, Gökdepe o Gokdepe è un'antica fortezza dei Turkmeni situata in Turkmenistan, nell'oasi di Ahal, sulla ferrovia transcaspiana 42 chilometri a nord-ovest di Aşgabat. Gökdepe è la versione russa del nome turco che significa "collina blu", dal turco gök (blu) e depe (collina o cima). Oggi si trova sulla M37 highway.

## Storia
Nel dicembre 1880, Geok Tepe fu attaccata da 6.000 russi, guidati dal generale Michail Skobelev contro i 25.000 difendenti. L'assedio di Geok Tepe durò 23 giorni, dopodiché la città fu conquistata. Nonostante avessero trovato poca resistenza, i russi scavarono una galleria sotto le mura, facendovi detonare una mina e collassare il muro. Il 12 gennaio 1881 fu il giorno della conquista. Centinaia di abitanti furono uccisi dall'esplosione iniziale, e molti altri nel combattimento che seguì. Alla fine i difensori assieme ad altri 40.000 civili fuggirono nel deserto, inseguiti dalla cavalleria del generale Skobelev. Circa 8.000 soldati e civili turkmeni furono uccisi durante questa fuga, oltre ai 6.500 morti nella fortezza. Le perdite russe furono di soli 398 morti e 669 feriti. Geok Tepe (moschea Gökdepe) fu eretta per commemorare la sconfitta, e divenne famosa per il tetto color turchese e le strutture in marmo bianco.